# Emmenomma joshuabelli
Espèce
Emmenomma joshuabelli est une espèce d'araignées aranéomorphes de la famille des Macrobunidae.

## Distribution
Cette espèce est endémique de la région de Magallanes au Chili,. Elle se rencontre sur l'île Hoste.

## Description
Le mâle holotype mesure 5,69 mm et la femelle paratype 6,44 mm, Les mâles mesurent de 5,93 à 6,24 mm et les femelles de 4,95 à 5,69 mm.

## Systématique et taxinomie
Cette espèce a été décrite par Almeida-Silva, Griswold et Brescovit en 2015.

## Étymologie
Cette espèce est nommée en l'honneur du violoniste Joshua Bell.

## Publication originale
- Almeida-Silva, Griswold & Brescovit, 2015 : « Revision of Emmenomma Simon (Amaurobiidae, Macrobuninae). » Zootaxa, no 3931(3), p. 387-400.